# کورنلیس ون در لیژن
کورنلیس ون در لیژن (انگلیسی: Cornelis van der Lijn؛ 1608 – ۲۷ ژوئیهٔ ۱۶۷۹)  فرماندار کل کمپانی هند شرقی هلند و سیاستمدار اهل هلند بود.ون در لیژن ، احتمالاً در سال 1608 در آلکمار متولد شد.وی در سال 1627 ، به عنوان دستیار به هند شرقی هلند رفت.